# Julia Stowers
Julia Gray Stowers (Knoxville (Tennessee), 18 maart 1982) is een Amerikaanse zwemster. 

## Carrière
Stowers won tijdens de Olympische Zomerspelen van 2000 in het Australische Sydney de gouden medaille op de 4×200m vrije slag. Stowers kwam alleen in actie in de series.

## Internationale toernooien
| Jaar | Olympische Spelen | PanPacs                                                     |
| ---- | ----------------- | ----------------------------------------------------------- |
| 1999 |                   | 4e 200m vrije slag · 4e 400m vrije slag · 4×200m vrije slag |
| 2000 | 4×200m vrije slag |                                                             |